# Steroid

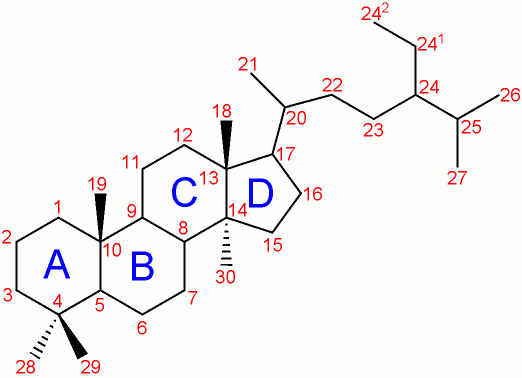
Struktur av 24-etyllanostan, en prototypisk steroid med 32 kolatomer. Dess kärnringsystem (ABCD), som består av 17 kolatomer, visas med IUPAC-godkända ringbokstäver och atomnumrering.

Steroider är en typ av lipider eller fettlösliga molekyler som kännetecknas av fyra sammankopplade kolväteringar. Dessa ringar är kondenserade, alltså ihopsatta med en vägg per "ringpar".
Steroider har två huvudsakliga biologiska funktioner, som viktiga komponenter i cellmembran som ändrar membranfluiditet och som signalmolekyler. Exempel är lipidkolesterolet, könshormonerna estradiol och testosteron,:10–19 anabola steroider och det antiinflammatoriska kortikosteroidläkemedlet dexametason. Hundratals steroider finns i svampar, växter och djur. Alla steroider tillverkas i celler från sterolerna lanosterol (opistokonter) eller cycloartenol (växter). Lanosterol och cykloartenol härrör från cykliseringen av triterpenskvalen.
Steroider är uppkallade efter steroiden kolesterol som först beskrevs i gallstenar från antikens grekiska kole- ' galla' och stereos ' fast '.
Steroidkärnan (kärnstrukturen) kallas gonan (cyklopentanoperhydrofenantren). Den består vanligtvis av sjutton kolatomer, bundna i fyra sammansmälta ringar: tre sexledade cyklohexanringar (ringarna A, B och C i den första illustrationen) och en femledad cyklopentanring (D-ringen). Steroider varierar beroende på de funktionella grupperna som är fästa vid den fyrringiga kärnan och av ringarnas oxidationstillstånd. Steroler är former av steroider med en hydroxigrupp i position tre och ett skelett som härrör från kolestan.:1785f Steroider kan också modifieras mer radikalt, till exempel genom förändringar av ringstrukturen, till exempel genom att skära av en av ringarna. Avklippning av Ring B producerar sekosteroider varav en är vitamin D3.

## Typer
De viktigaste klasserna av steroidhormoner, med framträdande medlemmar och exempel på relaterade funktioner, är:
- Kortikosteroider
  - Glukokortikoider
    - Kortisol, en glukokortikoid vars funktioner inkluderar immunsuppression

  - Mineralokortikoider
    - Aldosteron, en mineralokortikoid som hjälper till att reglera blodtrycket genom vatten- och elektrolytbalansen
- Sexsteroider
  - Gestagen
    - Progesteron, som reglerar cykliska förändringar i livmoderns endometrium och upprätthåller en graviditet

  - Androgener
    - Testosteron, som bidrar till utveckling och underhåll av manliga sekundära könsegenskaper

  - Östrogener
    - Estradiol, som bidrar till utveckling och underhåll av kvinnliga sekundära könsegenskaper

Ytterligare klasser av steroider är 
- Neurosteroider som DHEAoch allopregnanolon
- Gallsyror som taurocholsyra
- Aminosteroid neuromuskulärt blockerande medel (huvudsakligen syntetiska) som pankuroniumbromid
- Steroidala antiandrogener (huvudsakligen syntetiska) såsom cyproteronacetat
- Steroidogeneshämmare (främst exogena) som alfatradiol
- Membransteroler som kolesterol, ergosterol och olika fytosteroler
- Toxiner som steroidsaponiner och kardenolider / hjärtglykosider

Samt följande klass av sekosteroider (steroider med öppen ring):
- D-vitaminformer som ergocalciferol, cholecalciferol och calcitriol

## Biologisk betydelse
Steroider och deras metaboliter fungerar ofta som signalmolekyler (de mest anmärkningsvärda exemplen är steroidhormoner) och steroider och fosfolipider är komponenter i cellmembran. Steroider som kolesterol minskar membranfluiditeten. Liksom lipider är steroider högt koncentrerade energidepåer. De är dock vanligtvis inte energikällor. Hos däggdjur metaboliseras och utsöndras de normalt.
Steroider spelar avgörande roll i ett antal sjukdomar, som maligniteter som prostatacancer, där steroidproduktion inuti och utanför tumören främjar cancercellers aggressivitet.